# 明雲
明雲（みょううん）は、平安時代末期の天台宗の僧。久我顕通の長男。弟に久我雅通。

## 生涯
比叡山の弁覚法印から顕教・密教を学び、天台座主・最雲法親王の法を継いだ。仁安元年（1166年）、僧正に任じられ、翌仁安2年（1167年）、天台座主に就任した。また、高倉天皇の護持僧や後白河法皇の授戒師を務めた。さらには、平清盛との関係が深く、清盛の出家に際しその戒師となる。治承元年（1177年）、延暦寺の末寺である白山と加賀国の国司が争った事件の責任を問われて天台座主の職を解かれ、伊豆国に配流になるが、途中で大衆が奪還し叡山に帰還する（白山事件）。
治承3年（1179年）、治承三年の政変で院政が停止されると座主職に再任され、寿永元年（1182年）には大僧正に任じられた。以後は平家の護持僧として平氏政権と延暦寺の調整を担うが、平家都落ちには同行せず、延暦寺にとどまった。翌寿永2年（1183年）、源義仲が後白河法皇を襲撃した法住寺合戦で義仲四天王の一人である楯親忠の放った矢に当たって落馬、親忠の郎党に首を斬られた。義仲は差し出された明雲の首を「そんなものが何だ」と言って西洞院川に投げ捨てたという。在任中の天台座主が殺害されたのは明雲が最初であった。同合戦で殺害された円恵法親王の遺骨とともに高野山へ運ばれる。
後任の天台座主には義仲の追従者だった俊堯が置かれた。

## 人物
- 明雲により受戒を受け、自らもまた天台座主に任じられた慈円はその著作『愚管抄』において、明雲が最高位級の僧侶の身でありながら自ら戦場において殺生を行い、その挙句に戦死したという事実について、激しく糾弾した。その一方で『今鏡』は「世の末におはしがたい」座主として高い評価を与えている。
- 卜部兼好は『徒然草』第146段において、明雲から「自分は兵難の相があるだろうか」と問われた人相見[注釈 3]が「確かにございます」と答え、重ねて「それはどのような相か」に問われたのに対して「いやしくも他人より傷害される恐れのない僧侶の身でありながら、そういうことを懸念されお尋ねなさることに、兵難の凶兆が現れております」と述べた逸話を紹介している。